# Alamis umbrinata
Alamis umbrinata là một loài bướm đêm trong họ Noctuidae.